# La Paz
För andra betydelser, se La Paz (olika betydelser).
La Paz (officiellt namn: Nuestra Señora de La Paz) är den tredje största staden i Bolivia och i praktiken dess huvudstad (formellt är dock Sucre huvudstad sedan 1839). Den ligger i Anderna, cirka 3 600 meter över havet, vilket gör den till en av världens högst belägna städer. Staden har en beräknad folkmängd av 835 267 invånare (2008), med övervägande ursprungsbefolkning. Tillsammans med den jämnstora grannstaden El Alto, som fram till den 6 mars 1985 var en del av La Paz, har storstadsområdet över 1,7 miljoner invånare. Den är landets kommersiella och administrativa centrum, och säte för dess regering och parlament. La Paz är en viktig trafikknut för flyg och för järnvägar till bland annat Chile och Argentina. Där finns lätt industri. Staden anlades av spanjorerna 1548.

## Historia
La Paz grundlades 1548 av Alonso de Mendoza på en indiansk boplats kallad Chuquiago. Stadens fullständiga namn var ursprungligen Nuestra Señora de La Paz (Fredens välsignade Jungfru Maria). Namnet sattes till minne av återupprättandet av freden efter Gonzalo Pizarros och hans erövrares uppror mot Blasco Núñez Vela fyra år tidigare. 1825, efter republikanernas slutliga seger vid Ayacucho över den spanska armén under det Sydamerikanska befrielsekriget, ändrades stadens namn till La Paz de Ayacucho (Ayacuchos fred).
1898 blev La Paz regeringens säte, medan Sucre fortsatte att vara den konstitutionella huvudstaden. Förändringen speglade en förflyttning av den bolivianska ekonomin, bort från de uttömda silvergruvorna i Potosí och utvinning av tenn nära Oruro.

## Geografi
La Paz ligger i Choqueyapus floddal, på ungefär 3 600 meter över havet. Staden har stora nivåskillnader, och de olika stadsdelarna ligger inom intervallet 3 300–4 000 meter över havet. På toppen av den angränsande platån väster om staden ligger El Alto och El Alto International Airport. Transportmöjligheterna mellan de båda städerna har utvecklats under senare år.
Yungasvägen, som går mellan La Paz och Yungas, kallas världens farligaste väg.

## Klimat
På grund av den höga altituden där staden är belägen är kallt och torrt väder vanligt året runt, speciellt under vintertiden där temperaturerna kan sjunka till -5 °C. På sommaren regnar det mest på eftermiddagarna. På vintern kan det komma snö på natten som normalt smälter samma dag.
Medeltemperaturen för juli, den kallaste månaden, når maxtemperaturen +12 °C och mintemperaturen -2 °C. November är den varmaste månaden i La Paz, med maxtemperaturer på +15 °C och mintemperatur +3 °C. Stadens höjdläge i kombination med närheten till ekvatorn medför också en extremt hög UV-strålning från solen som säsongsvis kan uppnå ett index på omkring 20, det vill säga nästan dubbelt värde över gränsen för extrem strålning.